# تان فوک، با ریا ونگ تاو
تان فوک، با ریا ونگ تاو (به لاتین: Tân Phước, Bà Rịa–Vũng Tàu) یک منطقهٔ مسکونی در ویتنام است که در استان با ریا-وونگ تائو واقع شده‌است.